# Шандунг (полуострво)
Полуострво Шандунг (кин. 山东半岛, 山東半島) је полуострво на истоку Кине. 